# قرار مجلس الأمن التابع للأمم المتحدة رقم 843
قرار مجلس الأمن التابع للأمم المتحدة رقم 843، الذي تم تبنيه بالإجماع في 18 يونيو 1993، بعد إعادة التأكيد على القرار 724 (1991) والمادة 50 من ميثاق الأمم المتحدة، كان المجلس مدركًا لحقيقة أن عددًا متزايدًا من طلبات المساعدة قد وردت بموجب المادة 50.
تنص المادة 50 على أنه إذا تأثرت أي دولة اقتصاديًا بإجراءات وقائية أو تنفيذية اتخذها مجلس الأمن ضد دولة أخرى، فإن للدولة السابقة الحق في استشارة المجلس لإيجاد حل للمشكلات. تم التأكيد على اللجنة المنشأة بموجب القرار 724 بتنفيذ المهام المتعلقة بالمادة 50 ودُعيت إلى تقديم توصيات إلى رئيس مجلس الأمن لاتخاذ الإجراء المناسب.

## روابط خارجية
- نص القرار في undocs.org